# Tilden, Nebraska
Tilden är en ort i Antelope County, och Madison County, i Nebraska. Vid 2010 års folkräkning hade Tilden 953 invånare.

## Kända personer från Tilden
- L. Ron Hubbard, grundare av scientologirörelsen